# Medjerda
De Medjerda (Arabisch: نهر مجردا) is de langste rivier in Tunesië.
De Medjerda ontspringt in het Atlasgebergte, bij Sedrata in Algerije, en stroomt aan de noordkust van Tunesië tussen Bizerte en Tunis in de Middellandse Zee. Oude steden als Utica en Carthago werden in de nabijheid van de rivier gesticht. De Medjerda werd door de Romeinen Bagradas genoemd en was in de oudheid verscheidene malen het toneel van hevige gevechten; zie hiervoor Slag bij de Bagradas (239 v.Chr.), Slag bij de Bagradas (203 v.Chr.) en Slag bij de Bagradas (49 v.Chr.).
Tussen 1977 en 1981 werd bij Testour de Sidi Salem-stuwdam in de rivier gebouwd. Achter deze 57 m hoge en 340 m brede dam ligt het Sidi Salem-stuwmeer: een reservoir van 555 miljoen m³ en een wateroppervlakte van 4,3 km². De waterkrachtcentrale in de dam heeft een capaciteit van 20 MW.
- Library of Congress Control Number: sh86004845
- Nationale Bibliotheek van Israël: 987007558669405171
- Virtual International Authority File: 316599911